# Terrorcore
Genres associés
Breakcore, darkcore, speedcore
Le terrorcore (néerlandais : terror, ou français : terreur) est un genre musical dérivé de la techno hardcore ayant émergé au milieu des années 1990.

## Histoire
Les débuts du terrorcore remontent au milieu des années 1990, à l’époque où la musique gabber est au sommet de sa popularité aux Pays-Bas. Il s'agit de l'un des sous-genres musicaux orientés techno hardcore, dérivés du gabber, et de l'un des quarante courants musicaux distincts apparentés à la techno apparus pendant les années 1990. Christopher M. Moreman et Cory James Rushton décrivent, dans leur ouvrage intitulé Zombies Are Us: Essays on the Humanity of the Walking Dead, le terrorcore comme l'une des musiques sombres et rapides apparues dans les années 1990, qui frappe les danseurs par son rythme effréné et complexe.
Les artistes et groupes notoires qui ont aidé à la popularisation du genre dans les années 1990 incluent notamment : Mescalinum United, Liza N'Eliaz, DJ Skinhead, Delta 9, Nasenbluten,, SRB, et Rotterdam Terror Corps (groupe principalement axé gabber). Des labels indépendants tels que Earache Records, Planet Core Productions (PCP),, Bloody Fist Records,, et Industrial Strength Records ont également aidé à la popularisation du genre ; de tels labels ont fait paraître des EP et LP notables comme We Have Arrived de Mescalinum United.
En termes de controverse, certains analystes accusent le terrorcore, parmi d'autres variantes tels que l'industrial hardcore, d'avoir un effet négatif sur son public, en induisant des états émotionnels instables et agressifs. D'une manière similaire, le critique Simon Reynolds cite, au milieu des années 1990, le terrorcore comme l'une des « musiques avant-gardistes populaires hallucinatoires et cinématiques », aux côtés du hardstep jungle et du rap East Coast. 

## Caractéristiques
Le terrorcore est un sous-genre musical de techno hardcore. Il s'agit d'une version plus « extrême » de la musique gabber faisant usage de thèmes agressifs et d’une atmosphère oppressante, de lignes de kicks distordus, et de mélodies plus sombres mais moins marquées,. Par extension, le genre musical recourt également à des samples et à des sonorités orientées heavy metal, à des effets sonores « effrayants » tirés de films d'horreur et à des percussions de breakbeat synchronisés entre les kicks. Typiquement entre 200 BPM et 300 BPM, le tempo descend rarement en dessous de 160 BPM,, ou oscille entre 180  et   600 BPM, selon certaines sources.